# (10835) Fröbel
(10835) Fröbel (1993 VB8) – planetoida z pasa głównego asteroid okrążająca Słońce w ciągu 3,51 lat w średniej odległości 2,31 j.a. Odkryta 12 listopada 1993 roku.